# Jérôme Thomas
Jérôme Thomas (ur. 20 stycznia 1979 w Saint-Quentin) – francuski bokser wagi muszej.

## Kariera amatorska
W 2001 roku zdobył złoty medal amatorskich mistrzostw świata w Belfaście. W 2003 roku w Bangkoku został wicemistrzem świata.
W 2002 i 2006 roku zdobył brązowe medale mistrzostw Europy w Permie i Płowdiwie.

## Igrzyska olimpijskie
W 2000 roku na letnich igrzyskach olimpijskich w Sydney zdobył brązowy medal. na letnich igrzyskach olimpijskich w Atenach zdobył srebrny medal.